# Zvi Goldstein
Zvi Goldstein (Cluj, 21 gennaio 1947) è un artista rumeno naturalizzato israeliano.

## Biografia
Zvi Goldstein è nato da genitori ebrei nel 1947 a Cluj in Romania. È l'unico figlio di Szigmund Goldstein (nato il 30 agosto 1917), un taxista, e Margaret Golstein (nata il 2 febbraio 1919). Suo padre fu un superstite di Mauthausen che si trasferì a Cluj, dove conobbe la sua futura moglie, una superstite di Auschwitz. Zvi Goldstein passò la maggior parte della sua infanzia a Cluj andando spesso a fare passeggiate escursionistiche nei monti Carpazi.
Durante gli anni della scuola elementare subì vari episodi di bullismo anti-semita da parte dei suoi compagni, questo spinse la famiglia a trasferirsi a Kiryat Gat, in Israele, con l'aiuto della associazione americana di ridistribuzione della popolazione ebraica. Lasciò la scuola e tra il 1962 e il 1963 lavorò presso l'industria tessile Polgat Textiles a Kiryat Gat. Nel 1963 tentò di entrare nella Accademia della belle arti e design di Bezalel a Gerusalemme ma venne rifiutato, l'anno successivo presentò di nuovo la sua candidatura e iniziò gli studi universitari come studente più giovane della sua classe.
Nel novembre del 1964 Goldstein dovette interrompere i suoi studi per iniziare la leva obbligatoria e servì l'esercito israeliano per due anni e quattro mesi. Nel gennaio del 1967, verso la fine del suo mandato da soldato, gli fu permesso di accedere di nuovo agli studi all'Accademia di Bezalel sotto certe limitazioni. Tornò a prestare il servizio militare per altri due mesi, in aprile e maggio. In quanto giovane soldato fu chiamato per combattere nella guerra dei sei giorni in giugno nella Striscia di Gaza e nel Deserto del Sinai. In seguito rimase nell'esercito israeliano come riserva per altri sei mesi. Nel 1968 riprese gli studi d'arte all'Accademia e vinse il premio Hermann Struck (con un'opera di intaglio nel legno) e partì per l'Europa. L'artista interruppe i suoi studi e partì con un biglietto di sola andata, una borsa e i pochi soldi finanziati dalla borsa di studio vinta. Viaggiando per la prima volta ad Ovest, visitò l'Europa (Francia, Svezia, Danimarca, Svizzera, Belgio, Italia) muovendosi facendo l'autostop, inoltre fece un breve viaggio negli Stati Uniti per visitare l'amico Sol LeWitt, che aveva conosciuto a Milano.
Riprese gli studi di arte frequentando l'Accademia delle Belle Arti di Brera a Milano seguendo i corsi di pittura e di scultura, fece inoltre numerose visite ai corsi della facoltà di Psicologia all'Università degli Studi di Milano. Nel 1972 Goldstein ottenne il diploma di Belle Arti e continuò i suoi studi nel dipartimento di Scenografia. Più avanti quell'anno presentò la sua prima mostra solista a Milano nella Galleria la Bertesca.
Nel 1973 si sposò con Rachel Bitran.
Zvi Goldstein si ritrasferì a Gerusalemme perché la sua carriera artistica stava fiorendo ad Oriente. Gli fu affidata la cattedra per il corso di arte e design all'Accademia delle Belle Arti di Bezalel. 
Nel 1982 fu richiamato ad arruolarsi nell'esercito per operazioni di pattugliamento nella prima guerra del Libano, gli anni successivi dovette presidiare i prigionieri di guerra, detenuti senza possibilità di processo. Posto faccia a faccia con questa terribile realtà di violazione dei diritti umani, si rifiutò di servire l'esercito; venne di conseguenza imprigionato con l'accusa di obbiettore, prima nel campo militare di Tzrifin, vicino a Rischon LeZion, e successivamente nella Prison Six, vicino ad Atlit. Diventò uno dei primi membri del Yesh Gvul. Venne, infine, liberato dalla prigionia nel 1991, e rimase nell'esercito israeliano come riserva.
Negli anni '90 Goldstein fece numerosi viaggi per visitare culture non Occidentali; Grecia, Turchia, Asia e maggior parte dell'Africa furono mete dei suoi viaggi. 
Fin dagli anni '70 l'artista lavorò con arte concettuale tradizionale, fotografia, film, registrazioni audio, performance artistiche e media per indagare sui fenomeni sociali e politici. Non essendo interessato alla corrente Post-Moderna che si stava sviluppando nell'ovest, decise di trasferirsi a Gerusalemme, considerandola terra di mezzo tra Oriente ed Occidente sia geograficamente che artisticamente. Nello stesso periodo sviluppò il gusto per la scultura con oggetti ritenuto un approccio costruttivista. Negli anni 2000 Goldstein diede una nuova dimensione al suo lavoro pubblicando due libri, scritti in inglese, entrambi idiosincratici e leggibili nonostante non siano nella sua lingua madre. Nel libro On Paper (Colonia 2004) tratta di storie sulla sua vita, sulla filosofia, giardinaggio, guerra, teorie artistiche e stile di vita accompagnate da riflessioni personali e prese di posizione dell'artista. Nel 2010 pubblicò un lungo poema intitolato Room 205 (Colonia) nel quale descrive il ricordo di un'illuminazione durata un minuto.

## Alcune mostre

### Mostre personali
- 2017: Zvi Goldstein: 1978 Tel Aviv Museum of Art, Israele
- 2016: Zvi Goldstein. Distance and Differences, S.M.A.K., Gent
- 2015: Reconstructed Memories (Lariam B) Daniel Marzona, Berlino
- 2011: Zvi Goldstein–Haunted by Objects Kunstsammlung Nordrhein-Westfalen, K20, Düsseldorf
- 1998: Zvi Goldstein-to be there Kaiser-Wilhelm-Museum, Krefeld und Kunsthalle Nürnberg
- 1992: Zvi Goldstein De Appel Boys' School, Amsterdam
- 1986: Die Sprache des Bauens. Zvi Goldstein Haus Lange/Haus Esters, Krefeld

### Mostre collettive
- 2015: Adventures of the Black Square: Abstract Art and Society 1915 – 2015 Whitechapel Art Gallery, Londra
- 2011: 3rd Herzliya Biennial for Contemporary Art - Herzliya Museum of Contemporary Art, Herzliya
- 2008: 7. Shanghai Biennale, Shanghai
- 2005: EindhovenIstanbul Van Abbemuseum, Eindhoven
- 1995: 4. Istanbul Biennale, Istanbul
- 1990: The Readymade Boomerang 8. Biennale of Sydney, Sydney
- 1989: Accrochage für Tatlin Kunsthalle Düsseldorf, Düsseldorf
- 1988: 45. Biennale di Venezia, Venezia
- 1987: documenta 8, Kassel
- 1986: Trends in Geometric Abstract Art Tel Aviv Museum of Art, Tel Aviv

## Onorificenze
- 2002: The LennonOno Grant for Peace, New York
- 1990: Berliner Künstlerprogramm des DAAD, Berlin
- 1988: Prize of the Ministry of Education and Culture, Israel
- 1987: Aaron Levi Prize of The Israel Museum, Jerusalem, Israel
- 1985: Mies van der Rohe-Stipendium (artist in residence), Krefeld, Germania[1]
- 1984: The Sandberg Prize of The Israel Museum, Jerusalem, Israele

## Cataloghi
- Zvi Goldstein. Israel-Museum, Gerusalemme 1975.
- Zvi Goldstein – Structure and Super-Structure. The Tel-Aviv Museum, Tel-Aviv 1983.
- Zvi Goldstein: Die Sprache des Bauens. di Zvi Goldstein e Julian Heynen. Projekt Haus Esters. Fotos di Volker Döhne. Kunstmuseum Krefeld, 1986.
- Zvi Goldstein – Tiers-Monde et Monde 3 – Modeles Anomaux. Centre Georges Pompidou, Parigi 1987.
- Zvi Goldstein – The Glory of Abstraction. Kunstraum München, 1989. testi di Zvi Goldstein, Stephan Schmidt-Wulffen e Michael Tacke. ISBN 978-3-92387-4-637.
- Zvi Goldstein – Black Hole Constructions. D.A.A.D. Gallery, Berlino 1990.
- Zvi Goldstein, De Appel. Amsterdam 1992.
- Zvi Goldstein. Mala Galerija, Lubiana 1995.
- Zvi Goldstein. The Israel Museum, Gerusalemme 1995.
- Zvi Goldstein-to be there. Mostra nella Kunsthalle, Norimberga (12 febbraio – 12 aprile 1998) e nel Kaiser-Wilhelm-Museum a Krefeld (10 maggio – 8 agosto 1998). Hrsg. di Julian Heyen e Eva Meyer-Hermann. Oktagon, Colonia, ISBN 978-3-89611-0-473.
- Ausstellung Zvi Goldstein-Haunted by Objects (2011–2012 : Düsseldorf). Stiftung Kunstsammlung Nordrhein-Westfalen. 2011, ISBN 978-3-94177-3-158.

## Libri di Zvi Goldstein
- Zvi Goldstein - On Paper. (Kunstwissenschaftliche Bibliothek) (englisch) di Christian Posthofen, 2004, Buchhandlung Walther König, 2004, ISBN 978-3-88375-8-657.
- Zvi Goldstein Room 205, Walther König, 2010, ISBN 978-3-86560-8-574